# 加特契纳
59°34′N 30°08′E / 59.567°N 30.133°E
加特契纳（羅馬化：Gatchina）是俄罗斯列宁格勒州的一座城市，2002年人口88,659人，位于圣彼得堡以南约45千米，两城由一条通往普斯科夫的道路连接。该城曾作为俄罗斯皇室夏宫之一的加特契纳宫而为人所知，属于联合国教科文组织世界文化遗产聖彼得堡歷史中心及其相關古蹟群的一部分。

## 歷史

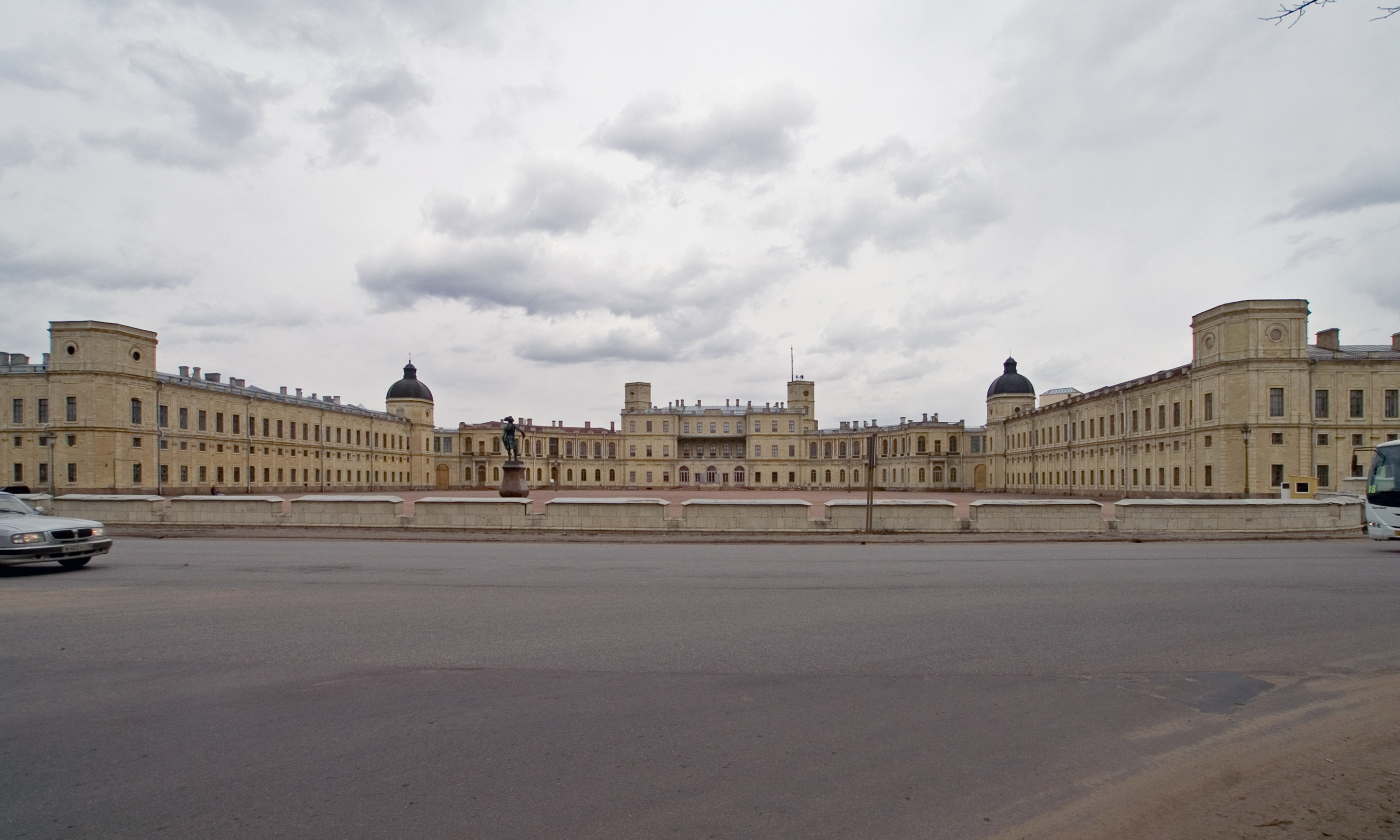
加特契纳宫

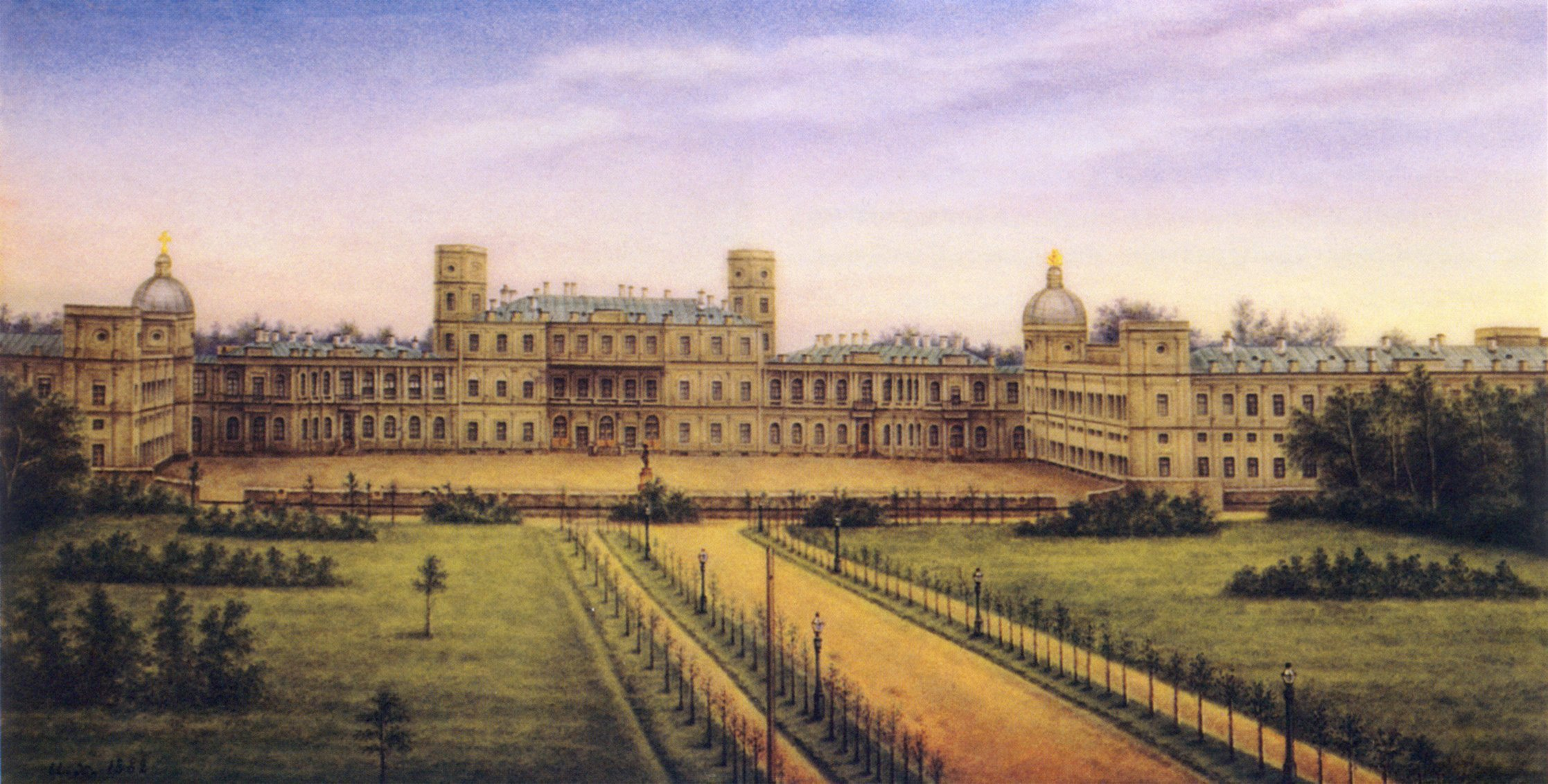
十九世纪加特契纳宫

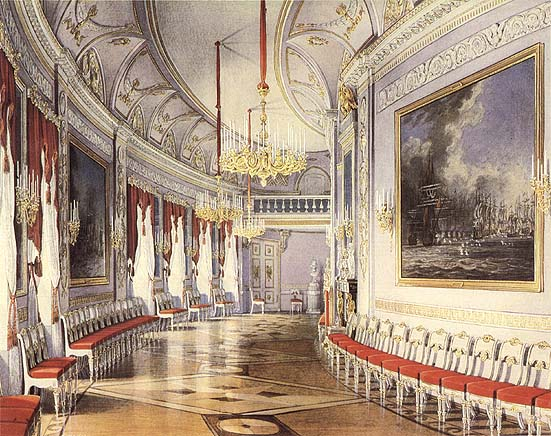
加特契纳宫的内部装潢（1877年的水彩画）

芬蘭人稱之為哈齐纳（芬蘭語：Hatsina）。加特契納的古名霍奇诺（Хотчино, Khotchino）最早出現於1499年的記錄中，當時為諾夫哥羅德的領土。17世紀時，英格曼蘭（今列寧格勒州及其附近一帶）正為各國爭奪的對象。該地先從利沃尼亞治下轉與瑞典，最後在大北方戰爭後屬於俄羅斯。18世紀初期，新首都聖彼得堡于涅瓦河口建成，位於其近郊的加特契納于1708年由彼得一世贈予其妹妹娜塔莉亞·阿列克谢耶夫娜公主。1716年娜塔莉亞公主死後，彼得一世于此地築了醫院等建築。

### 加特契納宮
1765年，葉卡捷琳娜二世將加特契納及其附近二十餘座村莊購入，送給了其情人近衛軍軍官格利哥里·奧洛夫。1766年至1788年間，奧洛夫建成了600間房以上的莊重威嚴，且備有7平方千米以上大的面積的動物園及馬廄的廣大的英式庭園。由安東尼奧·里納爾迪設計的凱旋門于1777年至1782年間建成，作為葉卡捷琳娜二世對奧洛夫在莫斯科一場突發疫病中的功勞的獎賞。該凱旋門作為此宮殿的入口，給人深刻的印象。加特契納宮之後由多位皇族增筑。其內部的裝潢為由里納爾迪及文森佐·布倫納所設計的洛可可樣式，并由意大利的灰匠及俄羅斯的工匠做成。室內裝飾有拼花地板、彩繪天花板及意大利製傢具等。。
葉卡捷琳娜二世非常喜愛加特契納宮及其庭園，1783年奧洛夫去世后從其繼承者手中購入了此宮殿，并贈予了其子，將來的沙皇帕維爾·彼得羅維奇（保羅一世）。
保羅一世共擁有加特契納宮18年。皇太子時代的保羅一世投入自己財產，并結合自己在歐洲旅行的經驗，將加特契納增筑成了模範宮殿及城鎮。1790年代時，保羅擴建了宮殿，并將其內部裝潢改成了新古典主義樣式，還在庭院中增加了許多橋、門及亭閣等。保羅一世與其父彼得三世一樣，傾倒于普魯士王國，儘管其母葉卡捷琳娜二世非常嫌惡普魯士，他還是喜歡讓宮殿及士兵以普魯士風格進行閱兵。1796年11月，其母葉卡捷琳娜二世駕崩后，保羅一世即位成為沙皇，將加特契納定為沙皇常住地，并使之升格為一個市。即位之後，他便為自任其團長的醫院騎士團于加特契納的「黒湖」湖畔修建了修院宮（Приоратский дворец），并于1799年8月23日敕令將其贈予騎士團。

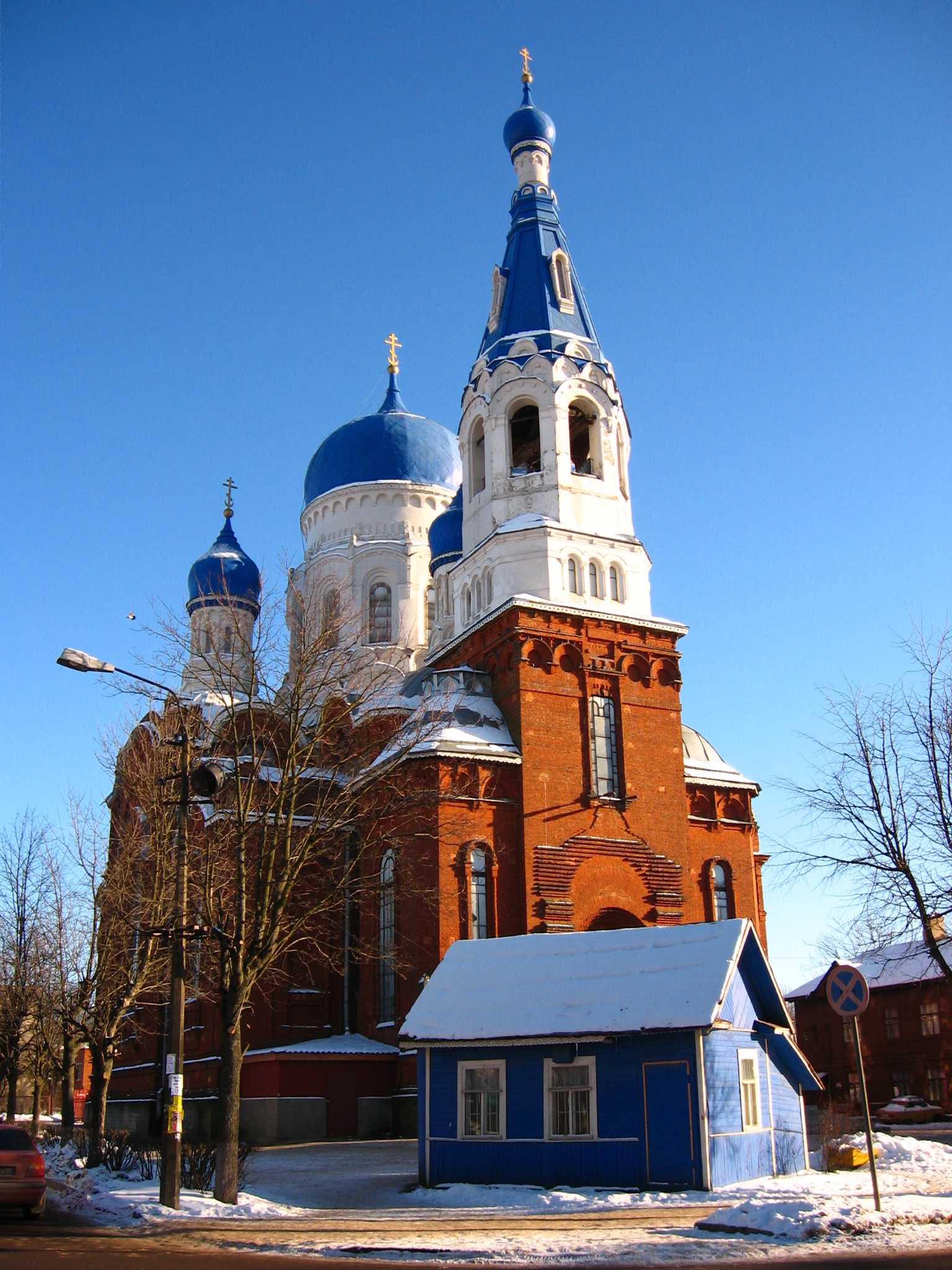
聖巴索教堂（波克羅夫斯基教堂）

保羅一世為國內的貴族及將軍所不滿，並為聖彼得堡的近衛兵們所嫌惡，稱他為「加特契納的野蠻人」。1801年的政變中，保羅一世被弒，加特契納宮歸其皇后瑪麗亞·費奧多羅芙娜所有，之後其子尼古拉一世在1828年至1855年駕崩的27年間擁有加特契納宮。尼古拉一世亦擴建了加特契納宮，值得一提的是在宮殿中增加了一座「武器庫」。尼古拉一世及其家族將其作為夏宮。1851年時，尼古拉一世在宮殿前建了一座其父保羅一世的紀念碑。1854年，聖彼得堡至加特契納的鐵路通車，加特契納通過合併周邊的村鎮而擴大。
下任沙皇亞歷山大二世將加特契納作為第二住所。他爲了狩獵建築了供其隨從居住的「狩獵村」，並在加特契納南部設置隱遁地，使他及其客人可居住於西北俄羅斯的森林鄉村的別墅中。

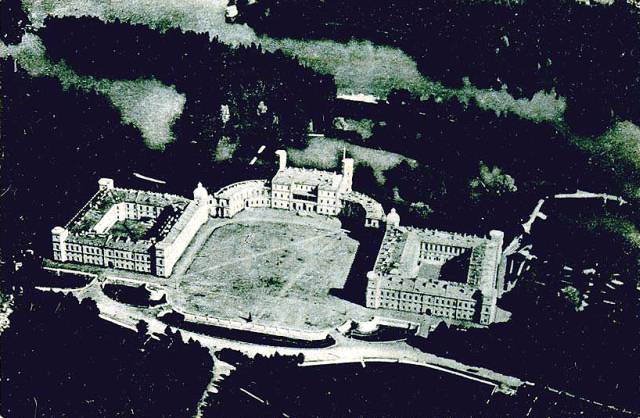
空中俯瞰加特契納宮（19世紀）

亞歷山大三世在加特契納宮被養大，一生大部份時間都住在此。受到其父亞歷山大二世于1881年3月1日被暗殺一事的打擊，從此他便幾乎全部時間在加特契納宮渡過。人們將亞歷山大三世避居，并在此發佈諸反動政策的加特契納宮稱作「專制君主的要塞」。亞歷山大三世在加特契納宮中引入了電燈、電話、非冷凍水管及下水道等現代系統。
末代沙皇尼古拉二世在年輕時一直與父母一同住在加特契納宮。其母瑪麗亞·費奧多蘿芙娜（亞歷山大三世的皇后）作為加特契納市及加特契納宮的贊助者進行了各種修整。

### 近現代

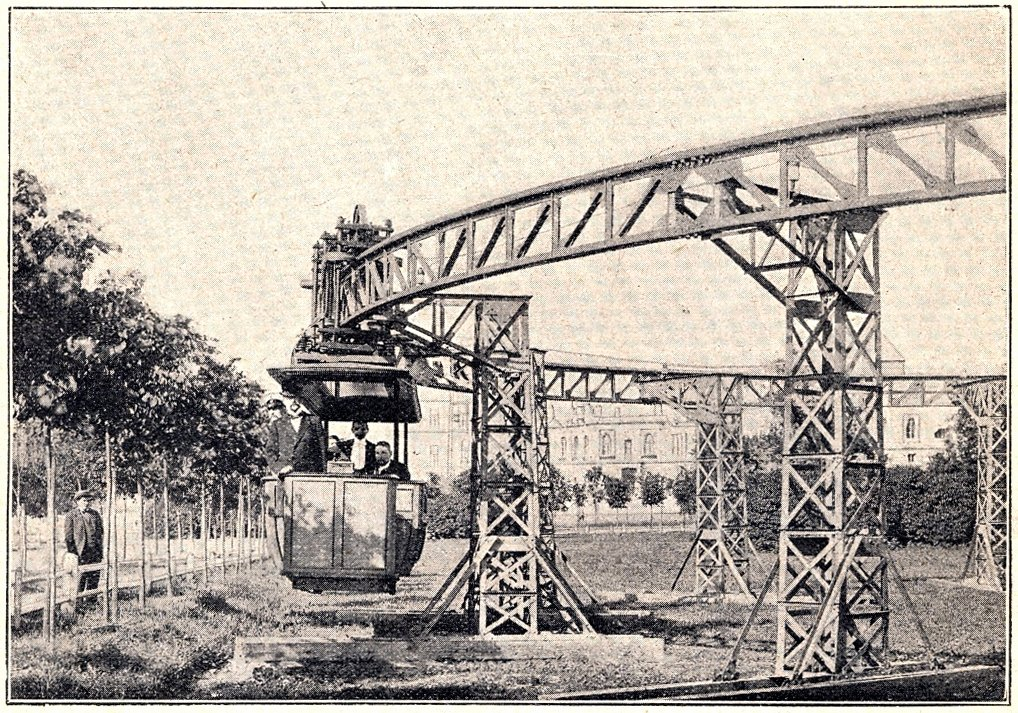
建於加特契納的單軌鐵路（1900年）

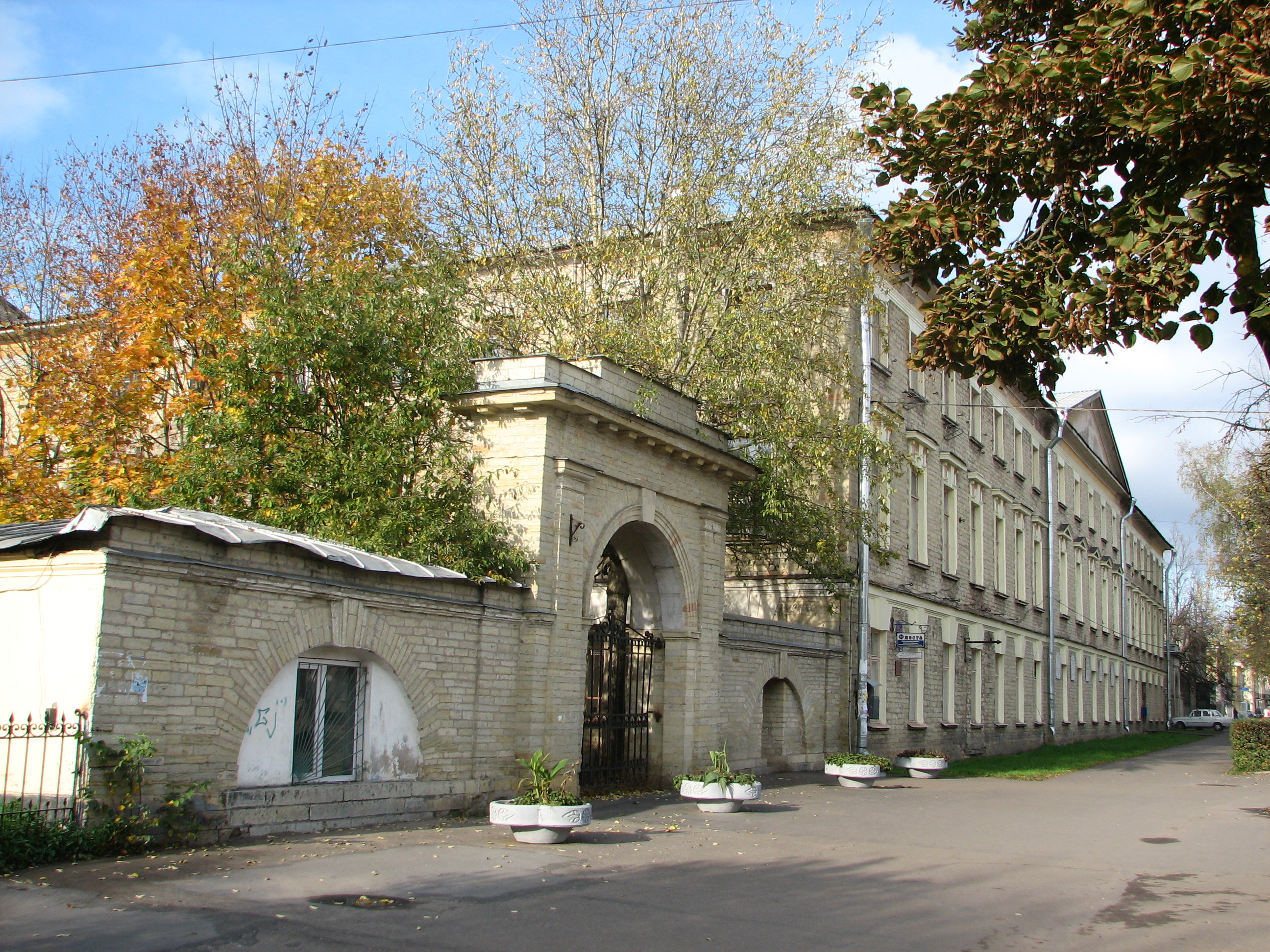
加特契納市內 曾為孤兒學院

1900年的巴黎世博會中，加特契納受到了俄羅斯管理最好的城市的榮譽。其生活品質、教育、醫療及安全等都被作為俄羅斯城市的模範。其主要的醫院受到了瑪麗亞·費奧多蘿芙娜皇太后及尼古拉二世的援助而運行。
十九世紀末，加特契納建成了俄羅斯最早的飛機場。因特技飛行及第一次世界大戰中因戰功而知名的飛行員彼得·涅斯捷羅夫就是在此受訓的，其第一次的遠距離航行便是由加特契納至基輔。此時期加特契納市俄羅斯航空產業的搖籃，之後亦成為航空工程及飛機引擎的研究中心。
直至1917年，加特契納宮均為尼古拉二世常駐地之一。尼古拉二世每年都出席在此舉行的一年一度的閱兵式。
俄國革命中沙皇被打倒之後，俄國內戰中加特契納成爲了紅軍及尼古拉·尤登尼奇軍的激戰前線。之後加特契納宮及其庭園變成了國有財產，作為博物館向公眾開放。1923年至1929年間，為讚頌革命領袖之一的列夫·托洛茨基，加特契納市被改稱為托洛茨克（Троцк, Trotsk）。然而約瑟夫·斯大林成為共產黨總書記后，托洛斯基被流放，托洛茨克亦改稱為克拉斯諾伐迪斯克（Красногварде́йск, Krasnogvardeysk，赤衛軍城）。值得一提的是，1941年8月18日，蘇德戰爭中，蘇聯的幾輛KV-1坦克在其長官卡羅巴諾夫（Kolobanov）的領導下，在當時還稱為克拉斯諾伐迪斯克的加特契納附近全殲整支四十二輛戰車的德軍縱隊而一輛坦克未損。而改回加特契納的名字則是在正值蘇德戰爭中的1944年。蘇德戰爭中加特契納在1941年至1944年間為德軍所佔領，被改稱為由德國國防軍大將格奧爾格·林德曼名字而來的林德曼施塔特（Lindemannstadt）。宮殿中的藝術品被德軍帶走，而庭園亦在戰鬥中受到破壞，德軍撤退時將宮殿破壞而去。
被認為不可能重建的宮殿，於1976年開始修復，並於1985年開始向公眾開放。其若干內部裝飾為恢復原狀，由工匠修復之後，亦將完成部份向公眾開放。戰後取回的藝術品亦送回了加特契納宮。另外，亞歷山大三世的房間等處，封鎖著未著手修復的部份還有很多。

## 經濟

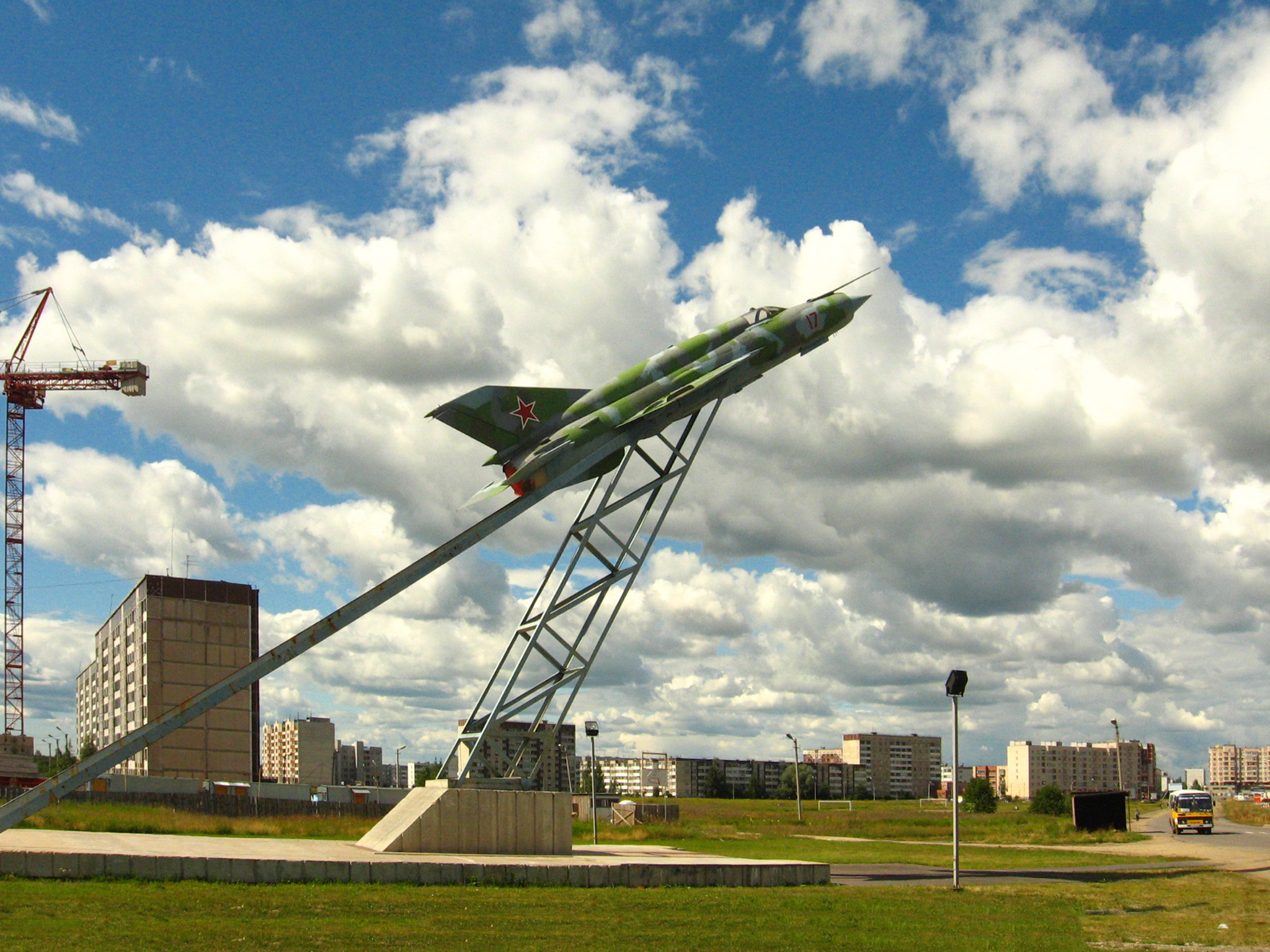
加特契納街上的米格-21戰鬥機的紀念像

加特契納市內多為國防產業。其彼得堡核物理学研究所（Петербургский институт ядерной физики, ПИЯФ）等亦非常有名。

## 友好城市
- 瑞典埃斯基尔斯蒂纳
- 芬兰埃斯波
- 德国埃特林根
- 英国（苏格兰）科特布里奇（Coatbridge）